# Zakłady Górnicze im. Juliana Marchlewskiego
Zakłady Górnicze im. Juliana Marchlewskiego (niem. Deutsch-Bleischarleygrube) – podziemna kopalnia rud cynku i ołowiu w Bytomiu , która działała od połowy 1926 roku   do grudnia 1981 roku , wchodziła w skład Zakładów Górniczo-Hutniczych Orzeł Biały.

## Nazwy
Pierwotna nazwa kopalni to  Deutsch-Bleischarleygrube (warianty pisowni: Deutsch-Blei-Scharley-Grube, Deutsch-Bleischarley-Grube, Deutsch Blei-Scharley, Neue Bleischarley, Neu Bleischarley, Nowy Biały Szarlej )
Po II wojnie światowej do 1 października 1950 roku Górniczo-Hutnicze Zakłady Nowy Orzeł Biały 
Od 1 października 1950 roku Zakłady Górniczo-Hutnicze im. J. Marchlewskiego, Zakłady Górnicze „Marchlewski”).

## Geologia
Złoża rud zawierały się głównie w dwóch większych poziomych pokładach w sąsiedztwie wapienia muszlowego, przedmiotem wydobycia była głównie galena i blenda cynkowa, a także galman i markasyt . Zasoby złóż kopalni szacowano w połowie XX wieku na 8,5 mln ton rudy cynku i ołowiu, o zawartości 15% cynku oraz 3,6% ołowiu.

## Historia

### Początki

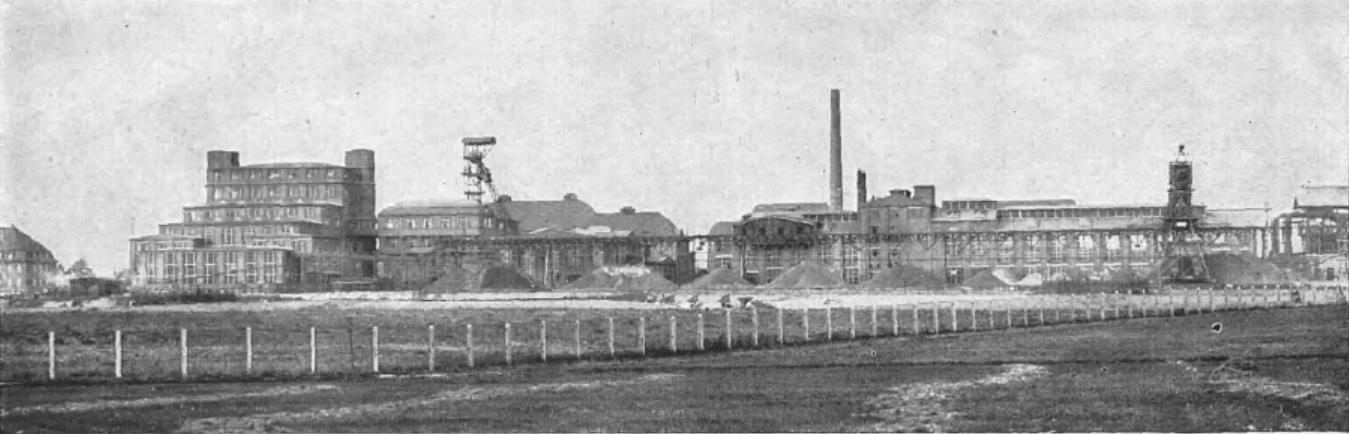
Zabudowania kopalni Deutsch-Bleischarley (przed 1930)

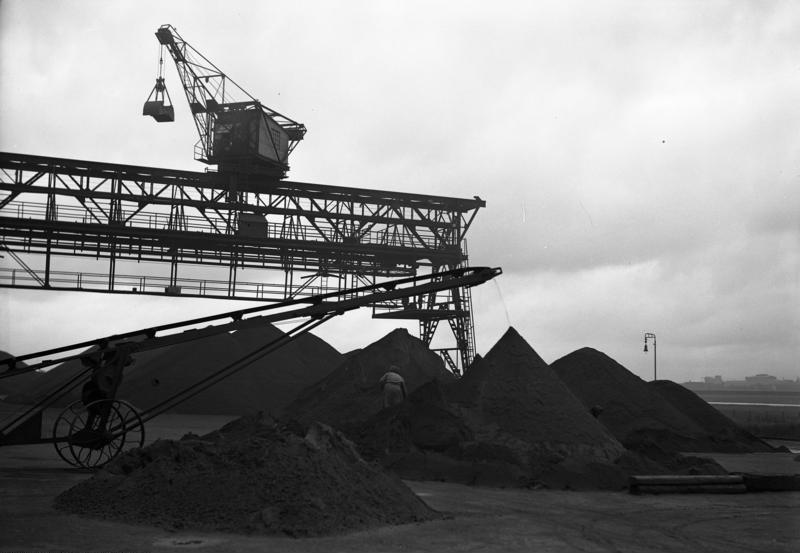
Most przerzutowy na zwałach (około 1930)

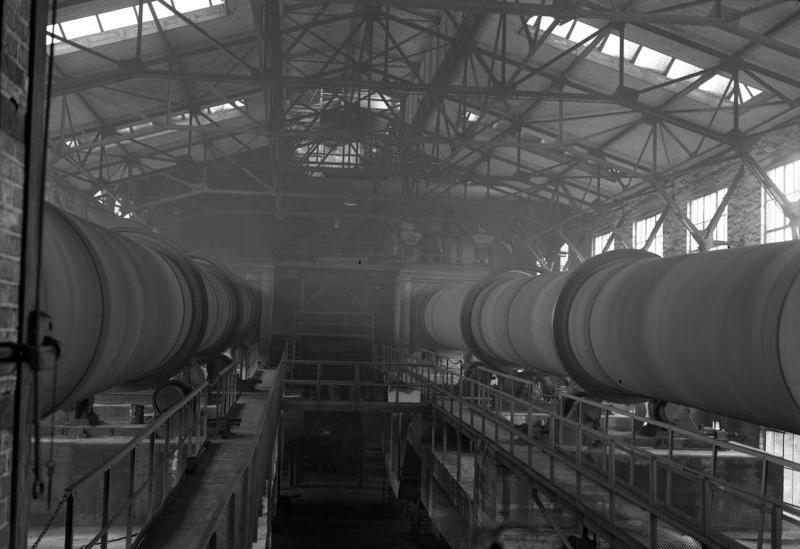
Piece przewałowe w hucie cynku (około 1930)

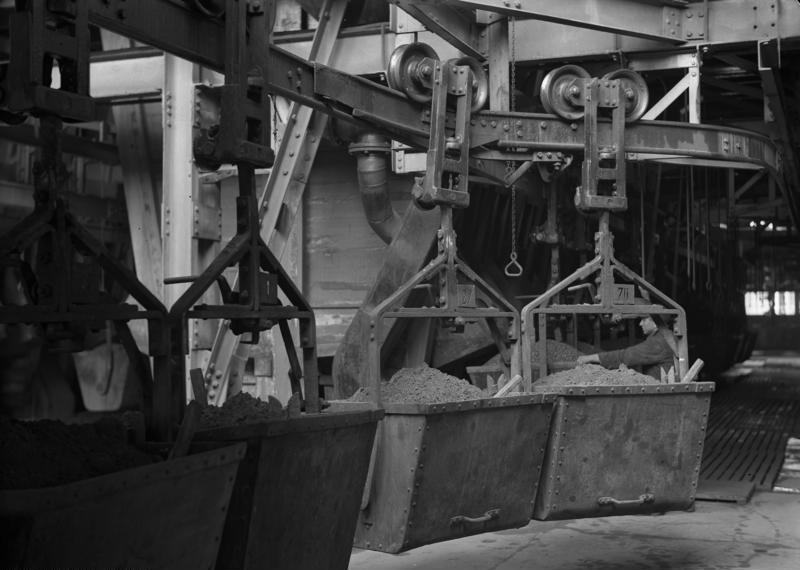
Transport materiału kolejką podwieszaną (około 1930)

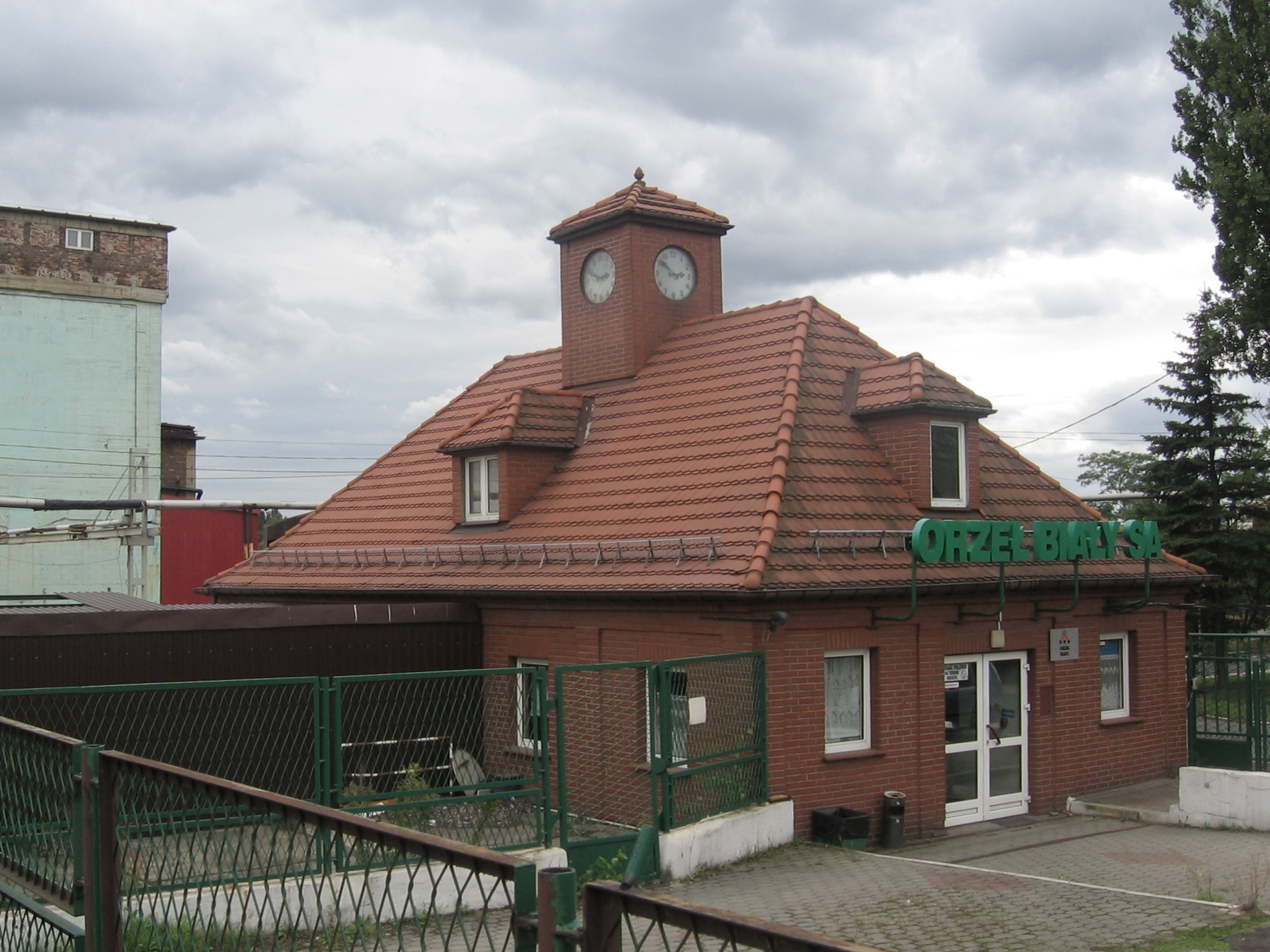
Markownia (2017)

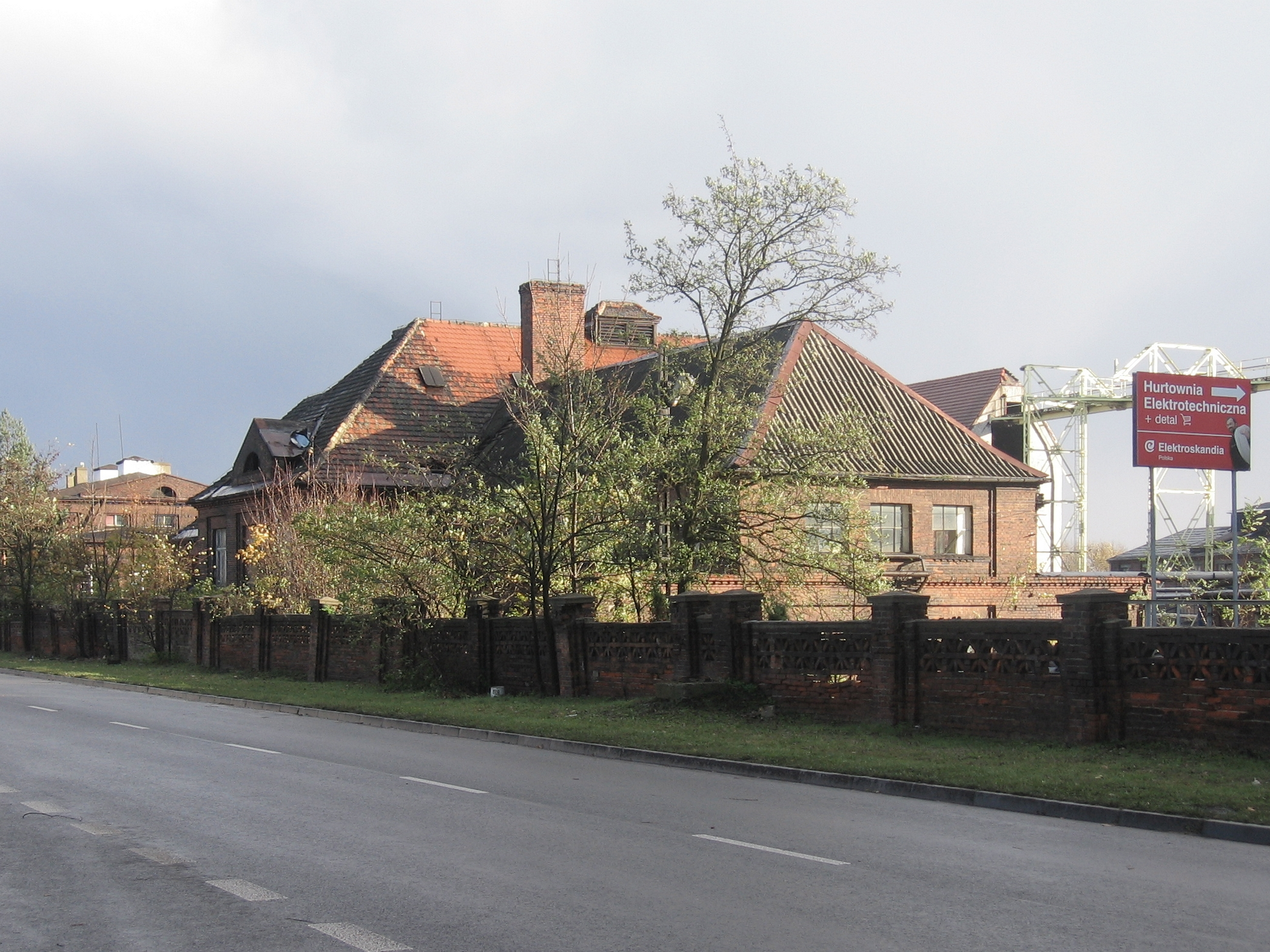
Kopalniany budynek biurowy (2017)

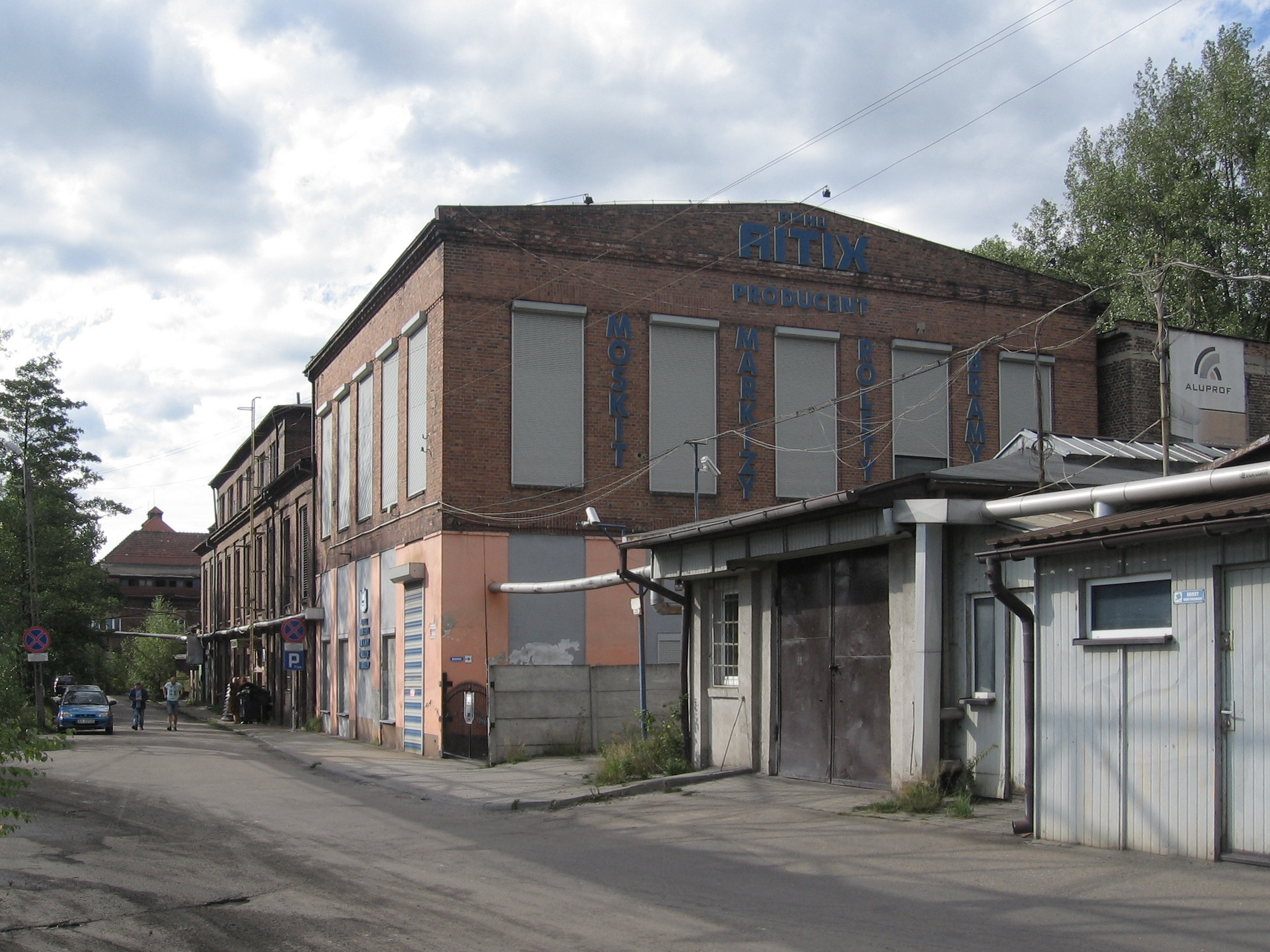
Budynek biurowy i kopalniane ambulatorium (2017)

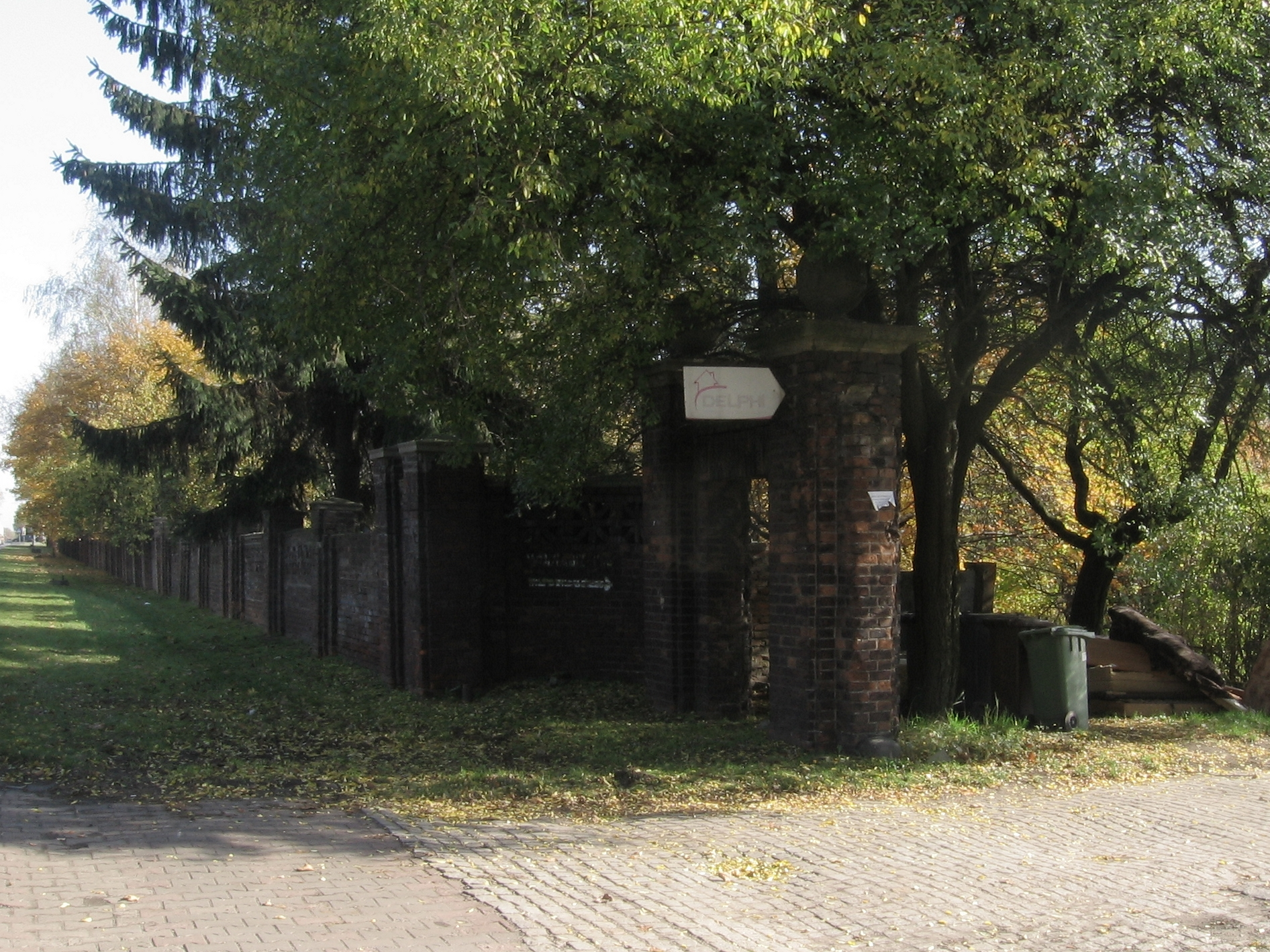
Ceglane ogrodzenie kopalni i fragment bramy zakładowej (2017)

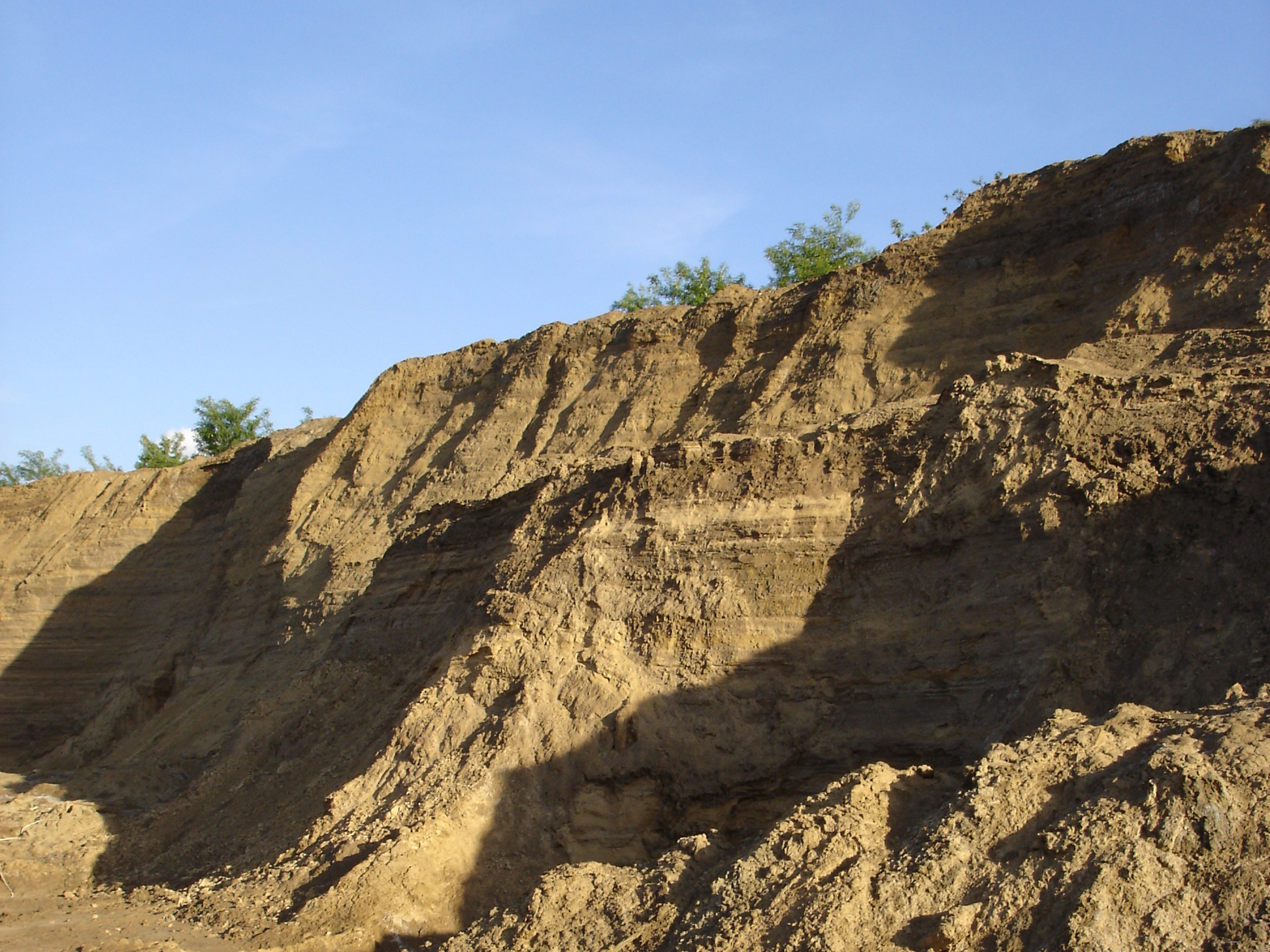
Hałda przy terenie dawnej kopalni Marchlewski (głównie drobno zmielony dolomit) w Bytomiu (2017)

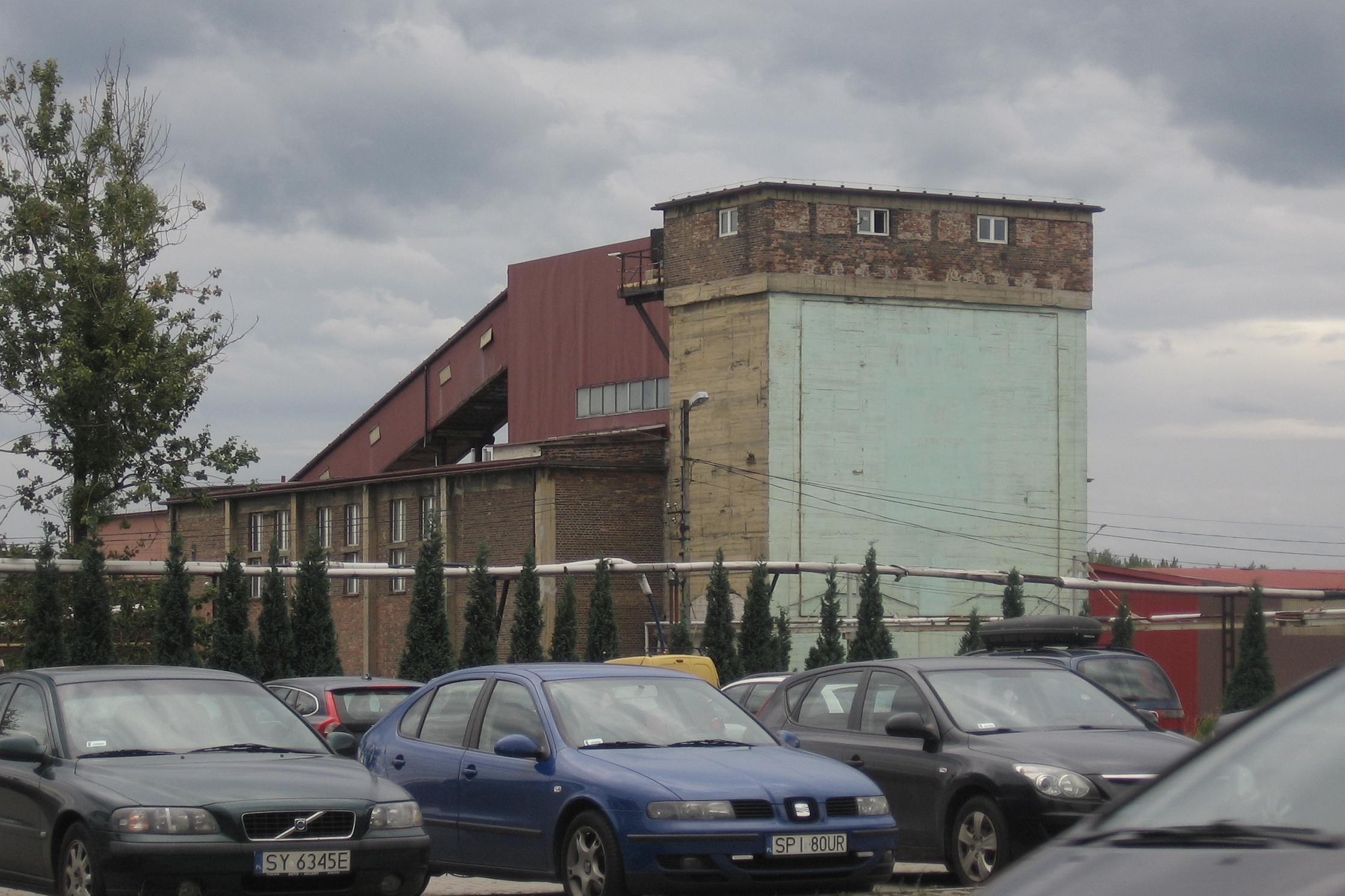
Zakład przeróbki złomu (2017)

Po plebiscycie na Górnym Śląsku, który odbył się w 1921 roku, obszar górniczy kopalni Bleischarley, która należała do przedsiębiorstwa Georg von Giesches Erben, został podzielony granicą państwową pomiędzy Niemcy i Polskę. Od 5 stycznia 1925 roku do maja 1926 roku spółka Georg von Giesches Erben budowała po niemieckiej stronie nową kopalnię  na polu Neue Fortuna A   (z wykorzystaniem istniejącej sieci wcześniejszych wyrobisk i szybów ). Nowo powstały zakład był wówczas jedną z największych i najnowocześniejszych kopalń tego typu na świecie. Budynki dla zakałdu zaprojektowali Emil i Georg Zillmannowie . Koszt budowy kopalni, która miała zapewnić zatrudnienie dla około 3000 osób, był szacowany na 7 milionów marek niemieckich. Przy kopalni powstał także nowy zakład przeróbki mechanicznej , ukończony w 1928 roku, w tym piec przewałowy, a także wydział flotacji . Nową kopalnię włączono do spółki zależnej Giesche SA. Wydobycie rozpoczęto w 1926 (według innego źródła w 1928 roku).
Główny szyb wydobywczy nazwano Georg von Giesche (zob. Georg von Giesche; po 1945 roku przemianowany na Chrobry), pozostałe szyby to Förster (późniejszy szyb Postęp przy ul. Brzezińskiej), Immergrün, Grenz oraz Wolfgang.
Wyrobiska schodziły na głębokość około 90 i 100 metrów . Wyrobiska na granicy były do 1929 roku zakratowane i plombowane, co później zastąpiono 15 murowanymi tamami. Do 1932 roku wyrobiska łączące kopalnię z sąsiednim zakładem Szarlej Biały były kontrolowane przez dozorców granicznych. Pomimo zagrodzenia wyrobisk, były one wykorzystywane do przemytu, który był trudny do zwalczenia.
Wydobyta ruda była około 1934 roku wysyłana do huty cynku w Magdeburgu (huta rozpoczęła pracę w 1934 roku, była wzniesiona staraniami Georg von Giesches Erben, miasta Magdeburg i rządu Rzeszy), gdzie uzyskiwano metaliczny cynk metodą elektrolityczną .

### Od II wojny światowej
W czasie II wojny światowej i latach ją poprzedzających wybrano najlepsze złoża rud. W kwietniu 1945 roku Sowieci przekazali nieczynną kopalnię władzom polskim; częściowo zniszczona kopalnia wraz z zakładem wzbogacania została ponownie uruchomiona dzięki staraniom Zjednoczenia Przemysłu Cynkowego w 1946 roku. Zjazdy załogi odbywały się szybem Chrobry, natomiast urobek około 1946 roku wydobywano szybem Krakus, który należał do sąsiedniej kopalni Orzeł Biały w Brzezinach Śląskich. 1 października 1950 roku (według innego źródła w 1954 roku) Zakłady Górnicze Nowy Orzeł Biały zostały przemianowane na Zakłady Górnicze im. Juliana Marchlewskiego.
Od 1947 roku eksploatowano złoże w rejonie filaru ochronnego Bytomia z podsadzką suchą; wykorzystanie podsadzki zapoczątkowali Niemcy. Z czasem zastosowano podsadzanie wyrobisk betonem. W zakładach od 1953 roku (lub 1954) działała wówczas jedyna w Polsce wytwórnia ksantogenianów krystalicznych, które wykorzystywano w procesie flotacji jako odczynniki zbierające. Stosowano je także jako katalizator w procesie produkcji syntetycznego kauczuku.
Ruda ołowiu po procesie flotacji (prawdopodobnie z wykorzystaniem ksantogenianów produkcji własnej) oraz ruda cynku była transportowana w latach 50. XX wieku do połączonych Zakładów Cynkowych Szopienice (ruda ołowiu do wcześniejszych zakładów Walther Croneck, a ruda cynków do dawnej huty Uthemann). Pozostała ruda trafiała do zakładów w: Brzezinach Śląskich, Piekarach Śląskich (Zakłady Górniczo-Hutnicze im. Ludwika Waryńskiego), Bolesławiu (ZGH Bolesław), Trzebini (Zakłady Górnicze Chrzanów), Wełnowcu (dawna Hohenlohehütte), a także w niewielkiej ilości do huty cynku w Radzionkowie (dawna Lazyhütte). Markasyt trafiał do młynów papierniczych w Gdańsku, Gryfowie Śląskim i Włocławku.
W 1961 roku Zakłady Górnicze Marchlewski zostały włączone do Zakładów Górniczo-Hutniczych Orzeł Biały. W 1969 roku zmodernizowano zakład przeróbki mechanicznej przy kopalni, zastosowano wzbogacalniki typu „Disa”. W latach 70. XX na skutek stopniowego wyczerpania złóż zaczęła spadać wielkość wydobycia w kopalniach kombinatu Orzeł Biały; w 1976 roku zamknięto zakład przeróbki przy Zakładach Górniczych Nowy Dwór, w związku z tym urobek z rejonu tejże kopalni (eksploatacja zakończona w 1979 roku) był wydobywany szybem Chrobry. Eksploatacja górnicza w rejonie dawnej kopalni Marchlewski została zakończona w grudniu 1981 roku  (według innego źródła prowadzono ją do 1985 roku).

### Po likwidacji zakładu
Około 2010 roku wyremontowano budynek dawnej cechowni kopalni przy ulicy Siemianowickiej w Bytomiu, obecnie znajdują się w nim lokale użytkowe, w tym sklepy.
Po działalności zakładu pozostały również pylące hałdy w pobliżu ulicy Siemianowickiej w Bytomiu, zawierające metale ciężkie. Tereny poprzemysłowe po ZGH Orzeł Biały są największym tego typu obszarem w Bytomiu, w 2016 roku zajmowały około 70 hektarów, co stanowiło 1,01% powierzchni miasta. Same hałdy w 2001 roku zajmowały powierzchnię około 17,7 hektara, a ich średnia wysokość wynosiła od 12 do 16,5 metra. Zwałowiska zostały częściowo rozebrane, uzyskany materiał przeznaczono na potrzeby budownictwa drogowego.

## Zatrudnienie i wielkość wydobycia
W 1928 roku zakład zatrudniał 1700 osób, a roczne wydobycie wyniosło 180 tysięcy ton rudy .
W czasie wielkiego kryzysu (1929–1932) liczba zatrudnienionych zmniejszyła się o 45%, a wydobycie rudy spadło do około 90 tysięcy ton rocznie .
W czasie II wojny światowej wydobycie i produkcja tlenków przedstawiała się następująco:
|      | (w tonach)                   | (w tonach)  | (w tonach) | (w tonach)      | (w tonach)        | (w tonach)   |        |
| rok  | ruda cynkowo-ołowiana ogółem | ruda ołowiu | ruda cynku | siarczki żelaza | Tlenek ołowiu(II) | Tlenek cynku | załoga |
| ---- | ---------------------------- | ----------- | ---------- | --------------- | ----------------- | ------------ | ------ |
| 1941 | 415 533                      | 12 352      | 67 960     | 35 202          | 533               | 7759         | 1681   |
| 1942 | 428 658                      | 11 785      | 66 932     | 40 121          | 512               | 6980         | 1700   |
| 1943 | 436 684                      | 14 529      | 79 106     | 38 844          | 725               | 7310         | 1618   |

Tuż po II wojnie światowej, w 1946 roku kopalnia zatrudniała 350 pracowników, wytworzono wówczas koncentrat rudy o zawartości 8,9 tys. ton blendy cynkowej, 1,2 tys. ton galeny oraz 732 tony markasytu.
W 1948 roku w kopalni pracowało 650 osób, wydobycie wyniosło 315 tys. ton rudy. W zakładzie wzbogacania było zatrudnionych 290 osób, jego produkcja dzienna wynosiła wówczas 112 ton koncentratu blendy oraz 11 ton koncentratu galeny.

## Zaplecze socjalne
W 1947 roku utworzono przyzakładowe ogrody działkowe Winograd, które początkowo skupiały 37 działkowców. Zarząd kopalni później przydzielił kolejne posesje na działki przy ulicy Siemianowickiej w Bytomiu, zmieniono nazwę ogrodów na POD Przyjaźń.
W latach 50. XX wieku działał przyzakładowy klub piłki nożnej Górnik Kopalnia Marchlewski.
W latach od 1933 roku do marca 1951 roku do kopalni kursował tramwaj linii 33 oraz późniejszej linii 35 od marca 1951 roku do 31 grudnia 1956 roku (zob. tramwaje w Bytomiu).

## Zabytki
Zabudowania kopalni położone przy ulicy Siemianowickiej 98 w Bytomiu, tj. budynki laboratorium z 1928 roku, cechowni i łaźni z 1926 roku, budynek dyrekcji z lat 1925–1926, budynek warsztatów z 1926 roku, budynek maszynowni i rozdzielni oraz budynek pieców przewałowych z 1926 roku (niektóre zostały częściowo przebudowane lub rozbudowane w latach 50. XX wieku), zaprojektowane przez Zillmannów , zostały ujęte przez bytomski Urząd Miejski w Wykazie przemysłowych obiektów zabytkowych Bytomia.